# José Castañeda Medinilla
José Castañeda (1898-1983) fue un compositor y director de orquesta de Guatemala.

## Biografía
Castañeda tuvo la oportunidad de formarse en París. Cuando regresó a casa Guatemala fundó la Orquesta Ars Nova, integrada por profesionales y aficionados. A instancias del presidente Jorge Ubico -que era primo suyo- esta orquesta fue convertida en la agrupación oficial del Estado, debiendo tomar el nombre de «Orquesta Progresista» (1936). Después de la Revolución de 1944, la orquesta pasó a llamarse Orquesta Sinfónica Nacional (1945), nombre que ha conservado hasta el presente. 
Castañeda por su parte regresó a París, donde entró en contacto con las nuevas prácticas de composición contemporánea, experimentando en sus obras de música absoluta con procedimientos dodecafónicos. Su facilidad de invención melódica popular ya se había manifestado en la canción satírica «La Chalana», con letra de Miguel Ángel Asturias, David Vela y otros miembros de la «Generación del 20», escrita en 1922. Esta canción ha sido considerada emblema de la juventud universitaria en Guatemala, cantándose masivamente en la «Huelga de Dolores». La cooperación con Miguel Ángel Asturias -Premio Nobel de Literatura 1967- resultó en obras escénicas como Emulo Lipolidón e Imágenes de Nacimiento. El Ballet fue representado con éxito en 1958 en la Ciudad de Guatemala. Castañeda despertó interés internacional por el sistema de notación musical que desarrolló y que posteriormente publicó en su libro Las polaridades del ritmo y del sonido.
En Guatemala, Castañeda tuvo considerable influencia en la formación de varias generaciones desde sus cátedras de armonía y composición en el Conservatorio Nacional y a nivel particular. Fue Director del Conservatorio Nacional, del Instituto Indigenista Nacional, y de la Dirección General de Cultura y Bellas Artes. Como director de orquesta, Castañeda dirigió a menudo en Guatemala y también llegó a dirigir como invitado la Orquesta de la NBC de Nueva York, por invitación de Arturo Toscanini.
Falleció en 1983.

## Obras
- Tres Sinfonías
- Dos obras para cuarteto de cuerdas
- Imágenes de Nacimiento, ópera con libreto de Miguel Ángel Asturias.
- Emulo Lipolidón, ópera con libreto de Miguel Ángel Asturias.
- La serpiente emplumada, ballet (1958).[1]
- La doncella ante el espejo cóncavo, suite para piano.
- La doncella ante el espejo cóncavo, suite para orquesta.

## José Castañeda en la literatura
Es el maestro «José con hache» que aparece en la novela Viernes de Dolores de Miguel Ángel Asturias.